# Bubaque

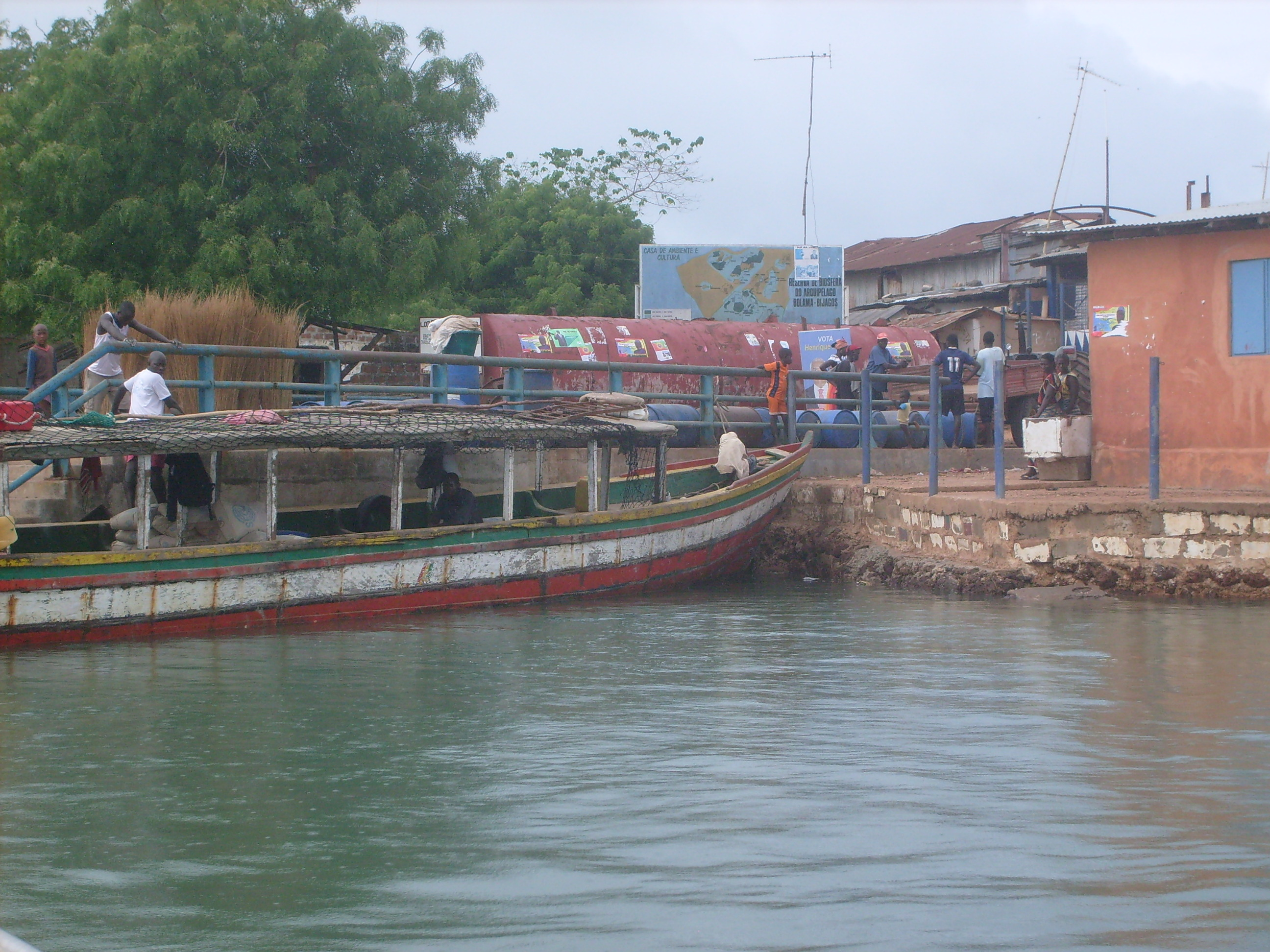
Área do porto em Bubaque.

Bubaque é uma das ilhas do Arquipélago dos Bijagós na Guiné-Bissau, administrativamente pertence à região de Bolama e ao sector de Bubaque. Nesta ilha também está assentada a cidade de Bubaque.

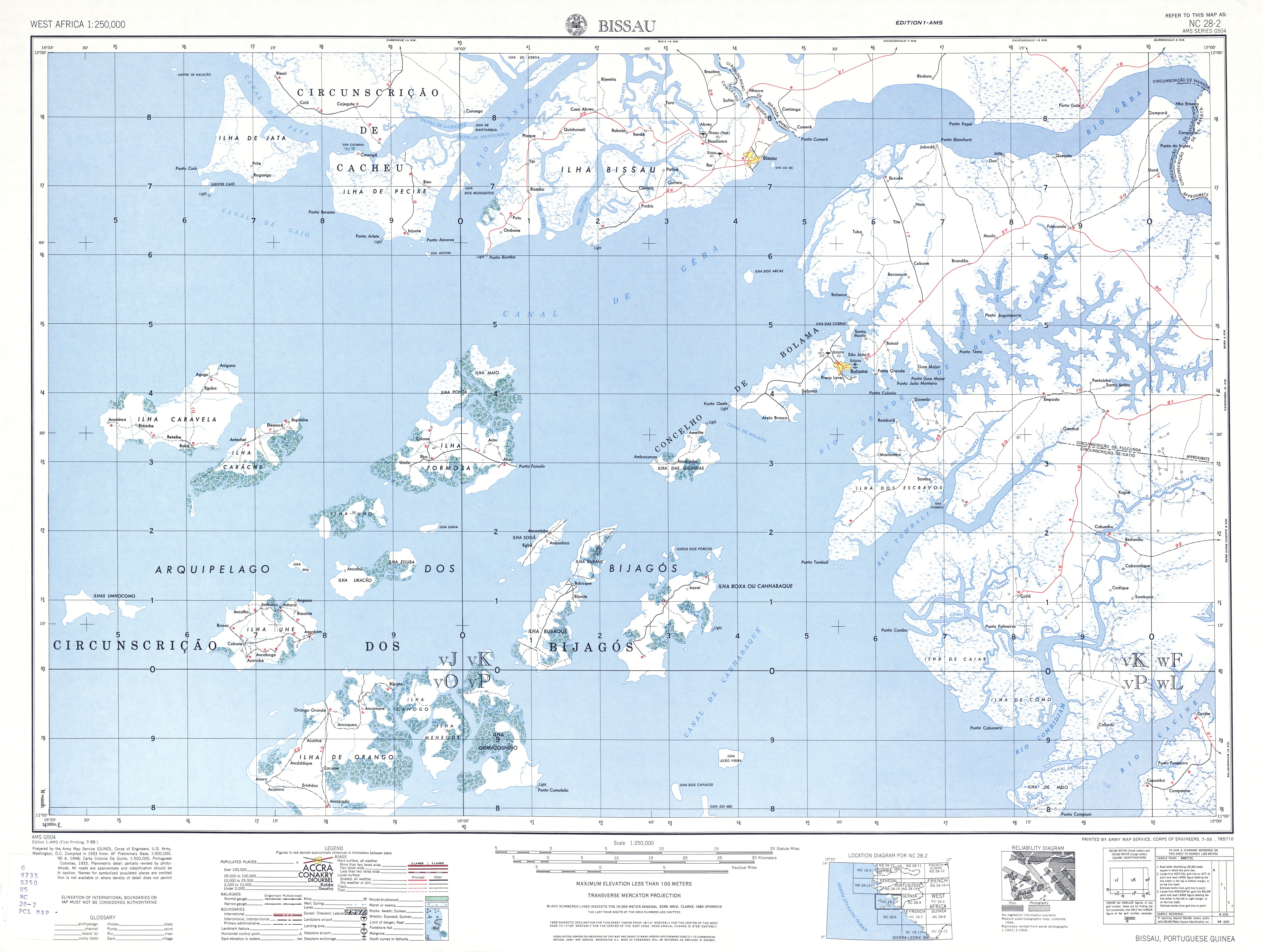

A ilha de Bubaque, com uma área de 48 km², dezoito dos quais são pântanos alagados pelo oceano durante a maré alta, está situada no canto sudeste do arquipélago.
A ilha é conhecida por sua vida selvagem e tem uma área florestal muito grande, sendo uma importante atração turística para a nação.

## História
É a ilha mais afectada pela presença dos europeus, escolhida pelos colonizadores alemães antes da I Guerra Mundial e pelo Governo Português depois de 1920, como o centro principal das suas actividades no arquipélago. Os alemães construíram aqui uma fábrica para a extracção do óleo de palma (da espécie Elaeis guineensis); um porto para navios de pequena e média tonelagem na parte setentrional e uma quinta experimental em Etimbato.

## Localização
11°14'48.5"N 15°52'13.2"W